# جنگ داخلی لیبی (۲۰۱۱)
جنگ داخلی لیبی (۲۰۱۱) یا نخستین جنگ داخلی لیبی، از اواسط فوریه ۲۰۱۱، به‌دنبال بالا گرفتن اعتراضات و راهپیمایی‌های خیابانی مخالفان و سپس شورش سراسری علیه حکومت لیبی و رهبر آن، معمر قذافی آغاز شد. ادامه این خشونت‌ها همراه بود با درگیری‌ها و سرکوب‌های شدید که در نهایت در اکتبر ۲۰۱۱ با سرنگونی حکومت معمر قذافی به پایان رسید.
اعتراضات از ۱۳ ژانویه ۲۰۱۱ در این کشور آغاز شد. این اعتراض‌ها و راهپیمایی‌ها از روز ۱۷ فوریه به شکلی گسترده درآمد و به یک شورش سراسری در خاک لیبی تبدیل شد. این شورش‌ها با برخوردهای خونین حاکمیت با مردم معترض همراه شد. این درگیری‌ها به تدریج همه شهرهای لیبی را فرا گرفت؛ و به جنگ‌های شهری و بین شهری، میان مخالفان و هواداران حکومت منجر شد. نیروهای مخالف حکومت، در شهر بنغازی اقدام به تشکیل دولت موقت کردند. مخالفان معمر قذافی از مناطق شرق لیبی حرکت خود را آغاز کرده و به تدریج مناطق مرکزی و غربی لیبی را نیز تحت کنترل خود گرفتند.
شورای امنیت سازمان ملل متحد با تصویب قطعنامه‌ای دارایی‌های معمر قذافی و ده نفر از نزدیکان وی را توقیف کرد و مسافرت آنان به سایر نقاط جهان را محدود ساخت. براساس این قطعنامه، مقرر شد که اقدامات معمر قذافی و نزدیکانش توسط دادگاه کیفری بین‌المللی پیگیری شود. در ۲۷ ژوئن ۲۰۱۱ میلادی دستور بازداشت معمر قذافی صادر شد. با پیشروی‌های مخالفان بیشتر شهرهای شرق کشور و نیمی از شهرهای شمال غربی به کنترل مخالفان درآمد ولی پایتخت لیبی (طرابلس) و چندین شهر دیگر در غرب کشور در دست نیروهای دولتی باقی ماند. در اوایل مارس، نیروهای دولتی شهرهای شرق لیبی از جمله بنغازی و چندین شهر دیگر را مورد هجوم توپخانه‌ای و راکتی قرار دادند. در ۱۷ مارس به در خواست برخی از اعضای شورای امنیت سازمان ملل، قطعنامه ۱۹۷۳ مبنی بر ایجاد یک منطقه پرواز ممنوع بر فراز لیبی به تصویب رسید. ۱۰ عضو از ۱۵ عضو شورای امنیت از تصویب این قطعنامه حمایت کردند. با تصویب این قطعنامه از ۱۹ مارس ۲۰۱۱ میلادی مداخله نظامی کشورهای غربی در جنگ داخلی لیبی توسط نیروهای نظامی ایالات متحده آمریکا، فرانسه و بریتانیا آغاز شد. در این درگیری‌ها که چندین ماه به طول انجامید، برخی از شهرها و مناطق بارها میان نیروهای دولتی و مخالفان، دست به دست شد. در پایان این درگیری‌ها در ۲۰ اوت، عملاً مخالفان قذافی توانستند تقریباً همه شهرهای لیبی به استثنای طرابلس و سرت را در دست خود بگیرند. در ۲۲ اوت، مخالفان معمر قذافی به طرابلس نیز نفوذ کردند و وارد میدان سبز شدند. آن‌ها در ۲۳ اوت، توانستند با گذر از باب‌العزیزیه به محل اقامت معمر قذافی وارد شوند، ولی به رغم آنکه اکثر رسانه‌ها از حضور معمر قذافی و خانواده‌اش در طرابلس خبر می‌دادند، قذافی و خانواده‌اش در طرابلس حضور نداشتند.
سرانجام در ۲۰ اکتبر، شهر سرت آخرین پایگاه معمر قذافی سقوط کرد و معمر قذافی کشته شد. دولت انتقالی، پایان جنگ را اعلام کرد اما همچنان از نیروهای ناتو خواست تا یک ماه دیگر نیز به مأموریت خود در لیبی ادامه دهند.
نقش شبه نظامیانی که در این جنگ درگیر بودند و نقششان در لیبی جدید از مسایل مهم این جنگ است. برخی از آن‌ها پس از سرنگونی حکومت معمر قذافی از خلع سلاح سرباز زده و با دولت جدید همکاری نکرده‌اند. این رویدادها منجر به اقدام دولت جدید مبنی بر انحلال چنین گروه‌هایی شده است. این مسایل لاینحل منجر به بروز دومین جنگ داخلی لیبی شد.

## روزشمار اعتراضات و رخدادها

مخالفان پرچم حکومت پادشاهی لیبی را به عنوان پرچم خود انتخاب کرده و پس از براندازی حکومت قذافی آن را به عنوان پرچم رسمی کشور جایگزین پرچم سبز کردند.

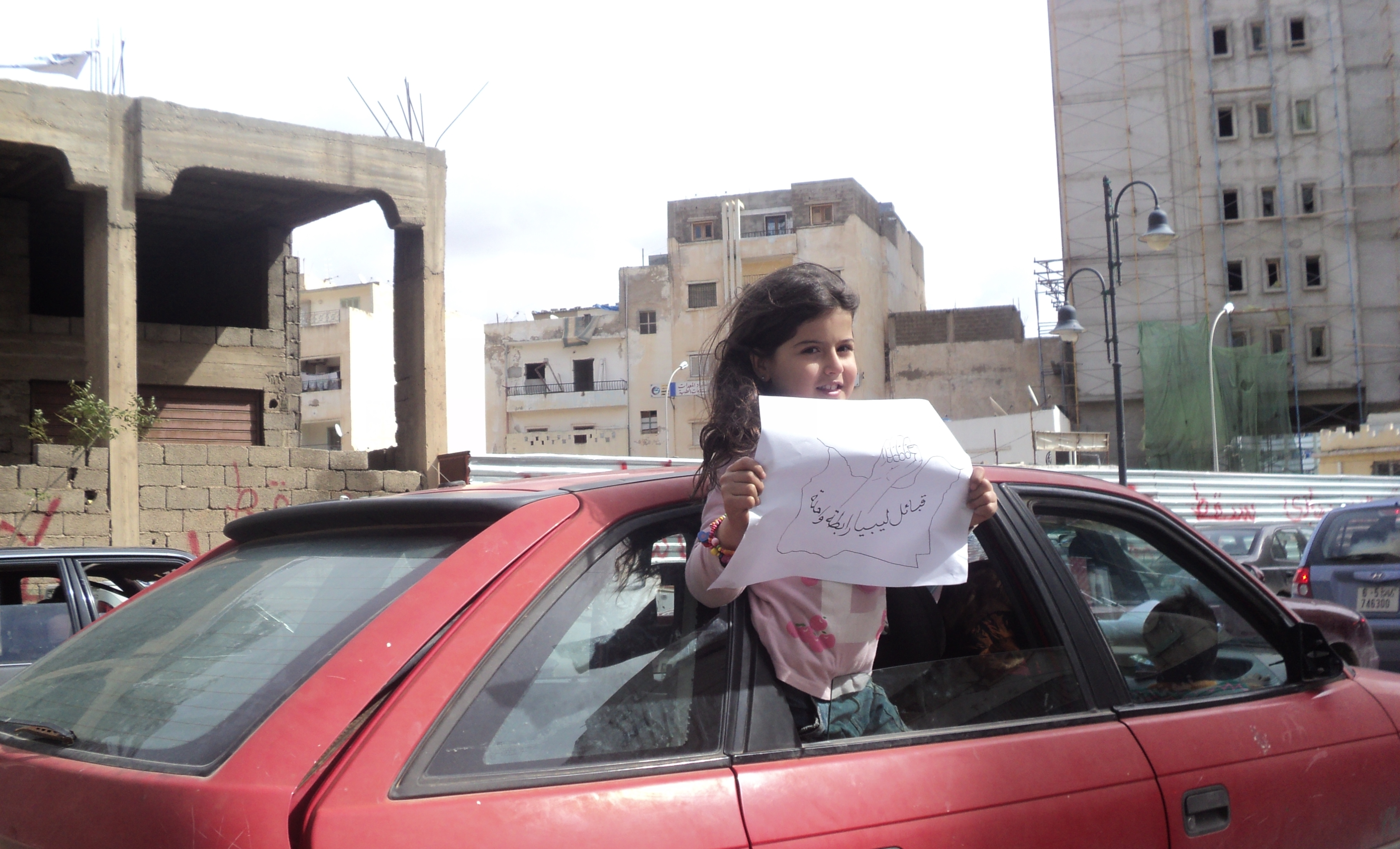
دختری همراه با شعار «لیبی، با قبایل متحد» در بنغازی

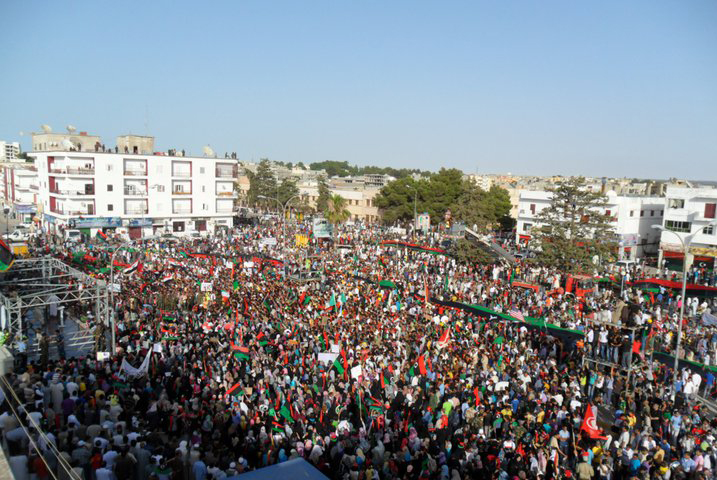
تظاهرات شهر بیضاء

اعتراضات از ۱۳ ژانویه ۲۰۱۱ آغاز شد و در ۱۷ فوریه (روز خشم و قیام لیبی) و ۱۸ فوریه به‌شدت گسترش یافت که در بنغازی دومین شهر لیبی و بیضا با درگیری خونین و در طرابلس، پایتخت لیبی با حملات جنگنده‌های نیروی هوایی دولت علیه مخالفان همراه شد. از ۲۲ فوریه قذافی چندین بار در تلویزیون ظاهر شد و با رد کناره‌گیری خواهان سرکوب بیشتر مخالفان شد. تعدادی از سفیران لیبی در جهان و همچنین تعدادی از وزرای کابینه دولت لیبی از جمله ژنرال عبدالفتاح یونس وزیر کشور، در اعتراض به سرکوب مردم معترض استعفا دادند. در همین راستا سازمان ملل متحد سرکوب مردم معترض توسط حکومت لیبی را محکوم کرد و خواهان پایان دادن به خشونت‌ها در این کشور شد. قذافی در نطقی تلویزیونی خود را رهبر لیبی معرفی کرد -نه رئیس‌جمهور که بخواهد استعفا دهد- و بر ادامه سرکوب مخالفان تأکید کرد. شورای امنیت سازمان ملل متحد، در ۷ اسفند (۲۶ فوریه) در قطعنامه‌ای که با اجماع به تصویب رسید معمر قذافی رهبر لیبی، و نزدیکان او را تحریم کرد و خواهان محاکمهٔ او در دیوان بین‌المللی کیفری به جرم جنایت علیه بشریت شد. بیشتر شهرهای لیبی از شرق گرفته به سوی غرب در کنترل مخالفان دولت قرار گرفت. مخالفان در ۸ اسفند دولت موقت به ریاست مصطفی محمد عبدالجلیل وزیر مستعفی دادگستری دولت در بنغازی تشکیل دادند. تا نهم اسفند (پایان فوریه ۲۰۱۱) علاوه بر تقریباً تمام شرق کشور، تعدادی از شهرهای غرب و شهرهای نزدیک پایتخت لیبی (طرابلس) از جمله مصراته و زاویه به‌علاوه قسمتی از پایتخت هم در کنترل مخالفان قرار گرفت. آمریکا ناوهای جنگی خود را به سواحل لیبی گسیل داشت، «هیلاری کلینتون» وزیر خارجه آمریکا از مطرح بودن همه گزینه‌ها از جمله گزینه نظامی خبر داده بود. نیروهای دریایی و زمینی آمریکایی لیبی را به محاصره خود درآوردند. «دیوید کامرون» نخست‌وزیر بریتانیا نیز احتمال روی آوردن به گزینه نظامی را علیه رژیم قذافی بعید ندانسته بود. «هیلاری کلینتون» وزیر خارجه آمریکا در سخنان امروز خود از مطرح بودن همه گزینه‌ها از جمله گزینه نظامی خبر داده بود. در تازه‌ترین مواضع آمریکا کاخ سفید، تبعید را یکی از گزینه‌های مطرح دربارهٔ دیکتاتور لیبی دانسته است. حمله نیروهای قذافی به بندر نفتی بریقه و شهرهای اجدابیا و البریقه لیبی که در کنترل مخالفان بود ناکام ماند. در این شورش مخالفان حکومت قذافی در قیام اخیر موفق شده‌اند تقریباً تمامی شهرهای شرق و تعدادی از شهرهای غرب کشور را از کنترل حکومت خارج سازند. نیروهای وفادار به قذافی تاکنون حملات متعددی را برای بازپس‌گیری شهرهای از دست‌رفته ترتیب داده‌اند که برخی از آن‌ها با مقاومت معترضان ناکام مانده است. در ۸ مارس، دولت انقلابی لیبی از پذیرش دیپلماتهای انگلیسی که برای دیدار با مخالفان قذافی به بنغازی آمده بودند پرهیز کرد و آن‌ها را اخراج نمود. ناتو طرح پرواز ممنوع آسمان لیبی را در دست بررسی دارد. جنگ و درگیری بین مخالفان و نیروهای دولتی تاکنون در شهرهای مهم لیبی از جمله: زاویه، بندر نفتی راس لانوف، شهر صدرا بندر بریقه که دومین تأسیسات مهم نفتی لیبی در آن واقع است و اجدابیا، طبرق، البیضا، بنغازی، راس النوف، مصراته، الزاویه و بن قردان، سرت، وازن، نالوت و طرابلس، پایتخت لیبی رخ داده است. تا ۲۱ اسفند پیشروی هواداران قذافی منجر به بازپس‌گیری بعضی از شهرهای شرقی لیبی از مخالفان دولت گردید. در ۲۷ اسفند شورای امنیت سازمان ملل آسمان لیبی را «منطقه پرواز ممنوع» اعلام کرد و در پی آن جنگ نیروهای ائتلاف شامل اعضای ناتو علیه دولت لیبی شکل شروع شد که تا یک هفته درگیری ۱۰۰ لیبیایی کشته شدند. به‌دنبال آن صدها هزار نفر از مردم لیبی از شهرها دست به فرار زدند. در پیشروی‌های مخالفان بیشتر شهرهای شرق کشور و نیمی از شهرهای شمال غربی به کنترل آن‌ها درآمد و تنها پایتخت لیبی (طرابلس) و چندین شهر دیگر در غرب کشور دردست نیروهای دولتی باقی‌ماند. در این درگیری‌ها طی چندماه، چندین بار نیروهای دولتی بعضی شهرهای در دست مخالفان را تصرف کرده و مجدداً از آن‌ها رانده شدند. طی عملیات سپیده دم عروس دریا در ۲۰ اوت ۲۰۱۱ مخالفان توانستند همه شهرهای مذکور را در دست خود بگیرند؛ و تا نزدیکی طرابلس موضع بگیرند هم‌زمان عبدالسلام جلود (نفر دوم حکومت لیبی و نخست‌وزیر قذافی) به مخالفان پیوست. در ۲۲ اوت ۲۰۱۱ پس از ۶ ماه نبرد اوت مخالفان به طرابلس نفوذ کردند و وارد میدان سبز شدند. تصرف دو شهر دیگر یعنی بنی ولید و سرت خیلی طول کشید. سرهنگ قذافی نیز ناپدید شد. سرانجام در ۲۸ شهریور شهر سرت سقوط کرد. بنی ولید نیز پیشتر سقوط کرده بود. با تصرف شهر سرت معمر قذافی نیز دستگیر و کشته شد.

## روز خشم خونین
در روزهای ۱۷ و ۱۸ فوریه اوج اعتراضات در بنغازی دومین شهر بزرگ لیبی بود که با پیوستن برخی از نیروهای پلیس و ارتش به معترضان کنترل بخش‌هایی از آن به دست مردم افتاد.
طی دو شب متوالی درگیری در طرابلس، پایتخت لیبی، جنگنده‌های نیروی هوایی لیبی در طرابلس به سوی تظاهرکنندگان شلیک کردند.

## فوریه ۲۰۱۱
۱۷ فوریه (روز خشم خونین)
در روزهای ۱۷ و ۱۸ فوریه، اوج اعتراضات در بنغازی دومین شهر بزرگ لیبی بود که با پیوستن برخی از نیروهای پلیس و ارتش به معترضان کنترل بخش‌هایی از شهر به دست مردم افتاد. در شهر بیضا نیز معترضان با همدستی پلیس‌هایی که به یاری آن‌ها آمده‌اند، دو پلیس را اعدام کردند. گروهی از معترضان هم رئیس یک بیمارستان در حومهٔ شهر بنغازی را به قتل رساندند.
نیروهای امنیتی و تظاهرکنندگان طی دو شب متوالی در طرابلس، پایتخت لیبی نیز با یکدیگر درگیر شدند. به‌دنبال شتاب گرفتن ناآرامی‌ها و گسترش اعتراضات در سراسر لیبی، جنگنده‌های نیروی هوایی لیبی در طرابلس به سوی تظاهرکنندگان شلیک کردند.
۱۹ فوریه
در روز ۱۹ فوریه، تیراندازی نیروهای امنیتی لیبی به سوی یک مراسم ترحیم در شهر بنغازی دست‌کم ۱۵ کشته بر جای گذاشت. قربانیان این مراسم در حال سوگواری برای کشتگان درگیرهای اخیر بین معترضان و دولت لیبی بودند. یکی از پزشکان بیمارستان الجله در این شهر به خبرنگار الجزیره گفته بود که ۱۵ جسد و تعداد بیشماری مجروح پس از این تیراندازی به این بیمارستان آورده شده‌اند. به گفتهٔ وی در ۳ روز اخیر این بیمارستان ۴۴ جسد را تحویل گرفته و تمامی کشتگان و مجروحان از غیرنظامیان ۱۳ تا ۳۵ ساله بوده‌اند. پیش از این رویداد دیدبان حقوق بشر شمار کشتگان اعتراضات در ۳ روز اخیر را دست‌کم ۸۴ نفر گزارش کرده‌بود.
محمدعلی عبدالله، از رهبران «جبههٔ ملی برای رهایی لیبی» از مهم‌ترین گروه‌های اپوزیسیون، در ۱۹ فوریه هشدار داد: اگر جامعهٔ بین‌المللی جلوی معمر قذافی را نگیرد در ۴۸ ساعت آینده این کشور به حمام خون تبدیل خواهد شد. وی گفت: حکومت حتی از تأمین نیازهای بیمارستان‌ها برای درمان مجروحان خودداری می‌کند.
۲۲ فوریه
معمر قذافی، رهبر لیبی در سحرگاه روز سه‌شنبه ۲۲ فوریه و اندکی پس از نیمه‌های شب به مدت ۲۰ ثانیه در تلویزیون دولتی ظاهر شد و گفت: «من در طرابلس هستم و نه در ونزوئلا». وی همچنین رسانه‌های بین‌المللی را که اخبار مربوط به اعتراضات سراسری در لیبی را پوشش می‌دهند، «سگ» خواند. خلبانان دو هواپیمای جنگنده نیروی هوایی لیبی که دستور بمباران هوایی معترضان را داشتند، با فرود در فرودگاهی در مالت، درخواست پناهندگی کردند. همچنین بسیاری وابستگان دیپلماتیک و سفیران لیبی در سراسر جهان در انتقاد به برخوردهای خونین و خشونت‌آمیز حاکمیت با مردم معترض، از مقام خود کناره‌گیری کردند. از این میان سفارتخانه‌های لیبی در سازمان ملل متحد، لهستان، هند، اندونزی، چین، استرالیا، بنگلادش و مالزی می‌باشند.
معمر قذافی بدون توجه به خواسته‌های معترضان و سربازان و سیاست‌مداران لیبی جهت کناره‌گیری از حکومت، در تلویزیون دولتی اعلام کرد: «قصد ندارم لیبی را ترک کنم و می‌خواهم همین‌جا به عنوان یک «شهید» بمیرم».

### بیانیهٔ شورای امنیت
در ۲۲ فوریه شورای امنیت سازمان ملل متحد در بیانیه‌ای سرکوب معترضان توسط حکومت لیبی را محکوم کرد و خواستار پایان خشونت‌ها در آن کشور شد. این بیانیه در حالی صادر شد که ابراهیم دباشی، معاون سفیر لیبی در سازمان ملل متحد قذافی را به نسل‌کشی متهم کرده و خواستار محاکمهٔ او در دادگاه رسیدگی به جنایات جنگی شده بود. پس از صدور این بیانیه، دباشی از شورای امنیت انتقاد کرده و بیانیهٔ این شورا را ضعیف و ناکافی دانسته است. به گفتهٔ او پس از سخنرانی قذافی، در غرب لیبی حملات واحدهای ارتش وفادار به قذافی علیه غیرنظامیان آغاز شده است.

### استعفای وزیر کشور و وزرای کابینه
ژنرال عبدالفتاح یونس، وزیر کشور لیبی - روز سه شنبه از استعفایش خبرداد و از نیروهای مسلح لیبی خواست از اعتراض‌های مردم این کشور علیه معمر قذافی حمایت کنند.
وی طی پیامی که از تلویزیون الجزیره پخش شد، گفت:
 من استعفایم را از تمامی وظایف محوله در پاسخ [مثبت] به انقلاب ۱۷ فوریه اعلام می‌کنم. از تمامی نیروهای مسلح می‌خواهم به خواسته‌های مردم جواب مثبت بدهند.
وی که لباس نظامی به تن داشت و پشت یک میز نشسته بود، صمیمیت مردم لیبی را در زمینه دستیابی به خواست‌هایشان تأیید کرده و از مسئولان رده بالای نظامی خواست ندای مردم را بشنوند.
چند روز پیش هم وزیر دادگستری لیبی در واکنش به سرکوب خشونت بار معترضان از مقامش استعفا داد و به صف مخالفان حکومت قذافی پیوست.
سفرای لیبی در کشورهای مختلف جهان از جمله آمریکا چین هند فرانسه مالزی نیز در واکنش به آنچه نسل‌کشی هموطنانشان نامیدند اعلام استعفا کردند.
.

### واکنش قذافی
معمر قذافی رهبر کشور لیبی در یک سخنرانی تلویزیونی (در ۱۸ حزیران سال ۲۰۱۱) گفت که
«منصبی در اختیار ندارد که استعفا دهد، زیرا که رهبر انقلاب لیبی است و تا ابد در این مقام باقی خواهد ماند.»
وی همچنین از مردم لیبی خواست که به خیابان‌ها آمده و کشور را از دست شورشیان -که به زعم وی صد نفراند- نجات دهند.
۲۵ فوریه
معمر قذافی، رهبر لیبی، در بحبوحه اعتراضات سراسری در حالی که کنترل بخش بزرگی از کشورش را از دست داده، در سخنانی اسامه بن لادن رهبر شبکه القاعده، را بانی خشونت‌های اخیر در لیبی دانست و ادعا کرد که «افراد ناشناس به جوانان لیبی مواد مخدر و قرص‌های روان‌گردان داده‌اند». در طرابلس، پاۈتخت لیبی، سربازان و شبه‌نظامیان آفریقایی وفادار به سرهنگ قذافی در همه جای شهر حضور داشتند. همچنین سازمان ملل متحد توافقنامه‌ای که بر اساس آن عایشه قذافی، تنها دختر رهبر لیبی، سفیر حسن نیت این سازمان شده بود را لغو کرد.
۲۶ فوریه
در تاریخ ۲۶ فوریه ۲۰۰۱، شورای امنیت سازمان ملل متحد، معمر قذافی رهبر لیبی، پنج تن از فرزندان او و ده نفر از مشاوران نزدیک او را تحریم کرد. این شورا همچنین خواهان محاکمه معمر قذافی در دیوان بین‌المللی کیفری شد. هر پانزده عضو شورای امنیت در نهایت بر سر ارجاع معمر قذافی به محکمه دائمی جنایت‌های جنگی به توافق رسیدند. بان کی‌مون، دبیرکل سازمان ملل متحد نیز از شورای امنیت خواسته‌بود به سرعت و به‌طور قاطع در برابر سرکوب مخالفان و «نقض جدی حقوق بشر» در لیبی واکنش نشان دهد.
۲۷ فوریه
مصطفی محمد عبدالجلیل که در حمایت از اعتراضات از سمت وزارت دادگستری کناره‌گیری کرده بود در شهر بنغازی ریاست دولت موقت را بر عهده گرفت. وی در اولین موضع‌گیری خود معمر قذافی را مسئول جنایت‌های انجام شده دانست. قذافی به همراه چهار پسر خود بنام‌های سیف‌الاسلام، ساعدی، معتصم و خمیس در پادگان نظامی باب‌العزیزه در غرب طرابلس پناه گرفته و از آنجا حرکات نیروهای ضدمردمی را هدایت می‌کردند. از پنج پسر قذافی سیف‌العرب از پدر جدا شده و به انقلابیون پیوسته است. هم‌زمان با تشکیل دولت انتقالی لیبی باراک اوباما خطاب به معمر قذافی از او خواست که سریعاً قدرت را واگذار کند. وی همچنین اظهار داشت: 
قذافی، مشروعیت خود را از دست داده است و باید کنار برود. مردم لیبی شایسته نظام سیاسی بهتری هستند.
وزارت خزانه‌داری ایالات متحده آمریکا از مسدود کردن حداقل ۳۰ میلیارد دلار از سپرده‌های بانکی دولت لیبی خبر داد.
۲۸ فوریه
معمر قذافی، رهبر لیبی در مصاحبه با کریستین امان‌پور از شبکه ای‌بی‌سی وقوع اعتراضات در طرابلس را رد کرد و گفت که مردم کشورش عاشقش هستند. وی همچنین ادعا کرد که مردم لیبی برای حفاظت از او جان خود را فدا خواهند کرد. او بار دیگر معترضان را اعضای القاعده و افراد تحت نفوذ مواد مخدر خواند و گفت کسی در لیبی مخالف او نیست.
در پی تحریم‌های یک جانبه از سوی سوئیس، ایالات متحده آمریکا و پادشاهی متحده علیه لیبی، کشورهای عضو اتحادیه اروپا با اعمال یک سلسله تحریم علیه لیبی موافقت کردند که شامل تحریم تسلیحاتی و همچنین مسدود کردن دارایی‌های سرهنگ قذافی و اعضای خانواده‌اش می‌شود.

## مارس ۲۰۱۱
۱ مارس
نیروهای دریایی و زمینی آمریکایی لیبی را به محاصره خود درآوردند. «دیوید کامرون» نخست‌وزیر بریتانیا نیز احتمال روی آوردن به گزینهٔ نظامی را علیه رژیم قذافی بعید ندانسته بود. در داخل لیبی نیز قبایل «الامازقه» به انقلابیون لیبی پیوستند. مخالفان معمر قذافی بر مخالفت با هر گونه دخالت خارجی تأکید کرده بودند، اما «هیلاری کلینتون» وزیر خارجه آمریکا در سخنان امروز خود از مطرح بودن همه گزینه‌ها از جمله گزینه نظامی خبر داده بود. در تازه‌ترین مواضع آمریکا کاخ سفید، تبعید را یکی از گزینه‌های مطرح دربارهٔ دیکتاتور لیبی دانسته است. خوزه لوئیز زاپاترو نخست‌وزیر اسپانیا که به قطر رفته است، ادامه اوضاع کنونی لیبی و خشونتهای رژیم قذافی را غیرقابل تحمل دانست.
۲ مارس
نیروهای وفادار به قذافی، در سحرگاه چهارشنبه ۲ مارس به شهرهای اجدابیا و بندر نفتی البریقه که دومین تأسیسات مهم نفتی لیبی در آن واقع بود و تحت کنترل مخالفان درآمده بود، حمله کردند ولی این حمله ناکام ماند. با دفع این حملات، در روز چهارشنبه ۲ مارس، اکثر شهرهای بزرگ شرق لیبی در کنترل مخالفان قذافی قرار گرفته بود. به این ترتیب علاوه بر شهرهای طبرق، البیضا، بنغازی و راس النوف در شرق لیبی و شهرهای مصراته، الزاویه و بن قردان در غرب لیبی که به کنترل مخالفان درآمده بود، حالا شهرهای اجدابیا و البریقه نیز به کنترل مخالفان درآمدند. از سوی دیگر نیروهای وفادار به قذافی، شهرهای سرت، وازن، نالوت و طرابلس را در کنترل خود داشتند.
۵ مارس
با گسترش اعتراضات سراسری در لیبی، این کشور در آستانه «جنگ داخلی» قرار گرفته است. در برخی مناطق نبردهای خونینی میان مخالفان و نظامیان حامی معمر قذافی در جریان است. در این نبردها تاکنون صدها نفر کشته و زخمی شده‌اند. نظامیان حامی سرهنگ قذافی شهر زاویه را به محاصره خود درآورده‌اند. زاویه در ۵۰ کیلومتری طرابلس قرار دارد و پیش از این صحنه تظاهرات گسترده ضد حکومتی بوده است. شدیدترین نبردها در بندر نفتی «راس لانوف» و برقیه رخ داد. به گفته مخالفان، «شهر و فرودگاه شهر به دست مردم» افتاده است و نیروهای سرهنگ قذافی مجبور به عقب‌نشینی شده‌اند. همچنین در طرابلس، پلیس با گاز اشک‌آور و شلیک گلوله صدها تظاهرکننده را متفرق کرد.
۱۰ مارس
هواداران معمر قذافی، رهبر لیبی، شهرهای مهم زاویه و بندر نفتی راس لانوف را تصرف کردند. در شهر صدرا نیروهای دولتی موفق به تصرف بندرگاه و فرودگاه این شهر شدند. روز چهارشنبه پالایشگاه این شهر نیز هدف حمله هوایی نیروهای دولتی قرار گرفته بود. ژنرال جیمز کلپر، مشاور ارشد رئیس‌جمهوری آمریکا در امور اطلاعات و امنیت، گفت انتظار دارد معمر قذافی در نبردش برای ماندن در قدرت پیروز شود. سیف‌الاسلام قذافی قول داد شرق کشور را از دست شورشیان خارج کند.
۱۱ مارس
نیروهای هوادار رهبر لیبی به پیشروی خود به سوی شرق این کشور ادامه می‌دهند و موفق به باز پس‌گیری شهرهای بسیاری از جمله بریقه بندر نفتی «رأس لانوف» شده‌اند. خبرنگار الجزیره در طبرق معتقد است آنان اکنون از موقعیت خوبی برای بازپس‌گیری بن غازی، مهم‌ترین پایگاه مخالفان برخوردارند.
۱۲ مارس
رسوخ هواداران قذافی به مناطق تحت کنترل شورشیان ادامه یافت. درگیریها در شهر زواره با افتادن کنترل این شهر به دست هواداران قذافی پایان یافت. نیروهای قذافی، اجدابیا، آخرین شهر قبل از بنغازی را به شدت بمباران کردند. تلویزیون لیبی از پیشنهاد عفو به شورشیان خبر داد.
۱۵ مارس
نیروهای دولتی، کنترل شهر کلیدی اجدابیا، آخرین شهر در جاده منتهی به بنغازی را بازپس گرفتند.
۱۸ مارس
- صدور قطعنامه ۱۹۷۳ شورای امنیت سازمان ملل

در ۱۸ مارس شورای امنیت سازمان ملل متحد پرواز هر نوع هواپیما بر فراز آسمان لیبی را ممنوع اعلام کرده و به کشورهای دیگر اجازه داده است که برای اجرای این منع، برقراری آتش‌بس و دفاع از غیرنظامیان «تمام تدابیر لازم» از جمله «گزینه نظامی» را اتخاذ کنند. این قطعنامه، دومین اقدام تنبیهی شورای امنیت علیه حکومت سرهنگ معمر قذافی پس از شروع اعتراضات و شورش‌ها در لیبی است. قطعنامه شورای امنیت با ۱۰ رای موافق در برابر پنج رای ممتنع تصویب شد. روسیه، چین، آلمان، برزیل و هند به این قطعنامه رای ممتنع دادند.

## آوریل ۲۰۱۱
در ۵ آوریل، دیوان بین‌المللی کیفری اعلام کرد «طبق شواهد رزیم قذافی پیش از گسترش اعتراضات از تونس و مصر تصمیم کشتار غیرنظامیان مخالف حکومت را گرفته بود و شلیک به غیر نظامیان تصمیمی بود که پیش از شروع اعتراضات اتخاذ شده بود.»

## اوت ۲۰۱۱
طی ماه‌ها درگیری‌های داخلی لیبی، چندین بار نیروهای دولتی بعضی شهرهای تحت کنترل مخالفان را تصرف کرده و مجدداً از آن‌ها رانده شدند. در قالب عملیات سپیده دم عروس دریا در ۲۰ اوت، مخالفان توانستند همه شهرهای مذکور را در دست خود بگیرند؛ و تا نزدیکی طرابلس موضع بگیرند هم‌زمان عبدالسلام جلود (نفر دوم حکومت لیبی و نخست‌وزیر قذافی) به مخالفان پیوست.
۲۲ اوت
در سپیده دم این روز نیروهای انقلابی با ورود به شهر طرابلس و تصرف بیشتر بخش‌های وارد آخرین مرحله از نبرد برای حکومت نابودی معمر قذافی شدند. آنان به‌سرعت وارد میدان سبز شدند و در همین روز یکی از تلویزیونهای دولتی را تصرف کردند. آنان پس از ورود به میدان سبز طرابلس نام آن را به میدان شهدا تغییر دادند.
۲۳ اوت
پس از حدود ۴۸ ساعت نبرد در طرابلس، در آخرین ساعت نخستین روز شهریور، نیروهای انقلابی وارد منطقه باب‌العزیزیه شدند و مقر معمر قذافی را تصرف کردند. همچنین مخالفان شهر راس لانوف را تصرف کرده‌اند.
۳۰ اوت
مخالفان قذافی در ضرب‌الاجلی به نیروهای طرفدار وی تا روز شنبه ۱۲ شهریور، فرصت دادند تا تسلیم شوند.

## سپتامبر ۲۰۱۱
۱ سپتامبر

معمر قذافی در پیامی صوتی گفت که جنگی طولانی در پیش است، وی از مردم لیبی خواست که بر ضد مخالفان بجنگند، وی همچنین افزود: 
حتی اگر تمام لیبی در آتش بسوزد، به جنگ ادامه خواهم داد .
در همین حال سران ۶۰ کشور در پاریس در نشستی تحت عنوان «دوستان لیبی» برای آیندهٔ لیبی تصمیماتی همچون کمک در تأمین بودجه و آموزش پلیس این کشور گرفتند.
۹ سپتامبر
پلیس بین‌الملل حکم جلب رهبر لیبی، معمر قذافی و فرزندش، سیف‌الاسلام را به اتهام جنایت بر ضد بشریت و به درخواست دادگاه بین‌المللی کیفری صادر کرد.
۱۹ سپتامبر
نیروهای مخالف قذافی پس از مدتی وقفه توانستند مواضعی در نزدیکی شهر سبها را اشغال کنند. در بنی ولید پیشروی خاصی نشده است.
۲۴ سپتامبر
پس از روزها درگیری‌های سنگین، نیروهای شورای انتقالی وارد شهر سرت شدند و به سمت مرکز شهر حرکت کردند.

## اکتبر ۲۰۱۱
۹ اکتبر
نیروهای دولت انتقالی توانستند پیشروی قابل توجهی در شهر سرت بکنند و دانشگاه و مرکز کنفرانس سرت را به تصرف خود درآوردند. در اطراف بنی‌ولید نیر یک شهر کوچک گرفته شد. تک تیراندازان هوادار معمر قذافی به مقاومت ادامه می‌دهند.
۱۷ اکتبر
شهر بنی ولید سقوط کرد. نظامیان هوادار دولت انتقالی موفق به تصرف کامل این شهر شدند. سرت هنوز کامل تصرف نشده است.
۲۰ اکتبر
نیروهای دولت انتقالی لیبی پس از تصرف شهر سرت و شکست نیروهای هوادار حکومت سابق، معمر قذافی رهبر پیشین لیبی و یکی از فرزندان وی، معتصم قذافی را کشتند. پس از این واقعه مردم لیبی در خیابان‌های شهرهای سرت و طرابلس، به جشن و پایکوبی پرداختند.
۲۳ اکتبر
مصطفی عبدالجلیل، رئیس شورای ملی انتقالی لیبی در مراسمی آزادسازی لیبی و پایان جنگ را اعلام کرد. وی در این مراسم گفت:
شریعت اسلامی منبع قانونگذاری در لیبی خواهد بود و همه قوانین سابق که با شریعت تناقض دارد در نظام جدید لغو شده است.
۳۱ اکتبر
ناتو رسماً پایان عملیات در لیبی را اعلام کرد.

## ژانویه ۲۰۱۲
در ۲۴ ژانویه ۲۰۱۲، نیروهای طرفدار معمر قذافی، شهر بنی‌ولید را به‌طور موقت تصرف کردند.